# Belvosia manni
Belvosia manni är en tvåvingeart som beskrevs av Aldrich 1928. Belvosia manni ingår i släktet Belvosia och familjen parasitflugor.
Artens utbredningsområde är Bolivia. Inga underarter finns listade i Catalogue of Life.